# Відносини ЄС — НАТО
Початком офіційних взаємовідносин між ЄС і НАТО вважається 2003-й рік, коли був укладений комплексний пакет угод між Організацією Північноатлантичного договору та Європейським Союзом. Але ще до офіційного співробітництва організації підтримували між собою тісний зв'язок, зокрема основні їх дії були спрямовані на підвищення європейської відповідальності в питаннях оборони. У 1990-х роках європейські країни у більшій мірі почали приділяти увагу загальноєвропейській безпеці: вони визнали необхідність розробки в організації спеціальної «Європейської системи безпеки та оборони», яка одночасно була б складовою частиною адаптації військово-політичних структур НАТО і важливим фактором розвитку європейських оборонних можливостей.
Процес призвів спочатку до розробки домовленостей між НАТО і Західноєвропейським союзом, який на той час виконував функції Євросоюзу в галузі безпеки і оборони. Було закладено фундамент для подальшого розвитку стратегічного партнерства між двома організаціями. У 1999 році функції ЗЄС з врегулювання криз були передані Євросоюзу, а у січні 2001 року відбувся обмін листами між Генеральним секретарем НАТО і Головою Євросоюзу, який започаткував прямі взаємовідносини між НАТО і ЄС.
Основа стратегічного співробітництва між НАТО та ЄС спочатку була викладена в Декларації про Європейську безпеку та політику оборони, а згодом в Угоді про співробітництво у сфері безпеки та Угоді НАТО-ЄС про захист інформації.
На сьогодні ці дві структури активно співпрацюють в різноманітних сферах.

## Основні етапи розвитку взаємовідносин

Карта членів ЄС і НАТО:
Члени ЄС та НАТО
Члени ЄС
Члени НАТО

- лютий 1992 — підписано Маастрихтський договір, в якому передбачено Загальноєвропейську зовнішню політику і політику безпеки ЄС, а також основу для загальноєвропейської оборонної політики. Західноєвропейський союз бере на себе повноваження у галузі безпеки і оборони ЄС[3].
- червень 1992 — в Осло міністри закордонних справ НАТО підтримують Західноєвропейський союз, як інструмент для зміцнення європейської складової Північноатлантичного альянсу і як оборонний компонент ЄС[3].
- січень 1994 — керівники країн НАТО дають згоду на використання колективних сил і засобів НАТО в операціях під егідою ЗЄС. Затверджена концепція багатонаціональних об'єднаних оперативно-тактичних груп, яка дозволяє використовувати сили НАТО у майбутніх операцій НАТО і ЄС[3].
- червень 1996 — у Берліні міністри закордонних справ НАТО вперше приймають рішення про створення Європейської складової безпеки і оборони НАТО, яка б скорегувала баланс функцій і обов'язків між Європою і Північною Америкою. Невід'ємною частиною цієї ініціативи було вдосконалення європейських сил і засобів[3].
- грудень 1998 — на зустрічі в Сен-Мало лідери Франції і Великої Британії виступили із спільною заявою про намір створити Європейську політику безпеки та оборони[3].
- квітень 1999 — на саміті НАТО у Вашингтоні глави держав і голови урядів приймають рішення щодо розробки домовленостей, під назвою «Берлін-плюс»[3].
- червень 1999 — Європейська рада на засіданні в Кельні приймає рішення про надання Євросоюзу необхідних коштів для розвитку Європейської політики безпеки та оборони[3].
- грудень 1999 — на засіданні Європейської ради в Гельсінкі члени ЄС визначають головні орієнтири, які б дозволили ЄС до 2003 року розгорнути контингенти чисельністю до 60 тисяч військовослужбовців для виконання «Петерсберзьких завдань». Функції ЗЄС у сфері антикризового управління (англ. crisis management) передаються ЄС[3].
- вересень 2000 — Північноатлантична рада і тимчасовий Комітет з політики і безпеки Євросоюзу проводять перше спільне засідання, на якому підсумовують досягнення у відносинах між НАТО і ЄС[3].
- грудень 2000 — підписано Ніццький договір, який містить поправки у сфері Європейської системи безпеки та оборони, як незалежної структури ЄС[3].
- січень 2001 — спільна зустріч ЄС і НАТО на рівні міністрів закордонних справ і послів. Обмін листами між Генеральним секретарем НАТО і Головою ЄС[3].
- травень 2001 — офіційна зустріч НАТО-ЄС на рівні міністрів закордонних справ у Будапешті. Генеральний секретар НАТО і Голова ЄС публікують спільну заяву у питаннях Балкан[3].
- листопад 2002 — на Празькому саміті НАТО було заявлено про готовність надати ЄС сил і засобів НАТО для проведення операцій[3].
- грудень 2002 — прийнята Декларація про створення Європейської безпеки та політику оборони ЄС-НАТО[3].
- березень 2003 — укладена угода про співробітництво. Набуває чинність угода НАТО-ЄС про інформаційну безпеку. Відбувається перехід від операції під керівництвом НАТО «Еллайд хармоні» до операції під проводом ЄС «Конкордія» у Колишній Югославській Північній Македонії[3].
- травень 2003 — відбувається перше засідання групи з сил і засобів НАТО-ЄС[3].
- липень 2003 — вироблено спільну стратегію стосовно Західних Балкан[3].
- листопад 2003 — проведені перші спільні навчання НАТО-ЄС з врегулювання кризової ситуації[3].
- лютий 2004 — Німеччина, США і Франція висувають пропозицію щодо створення підрозділів швидкого реагування, які б складалися зі спільних бойових груп ЄС і НАТО[3].
- грудень 2004 — початок операції «Алтея» в Боснії і Герцеговині[3].
- вересень 2005 — неофіційна вечеря ЄС-НАТО на рівні міністрів закордонних справ (Нью-Йорк)[3].
- жовтень 2005 — укладено угоду про постійні військових механізми, на основі яких утворена Група зв'язку взаємодії НАТО і Відділ ЄС при штабі ВГК ОЗС НАТО в Європі[3].
- грудень 2009 — неофіційна зустріч ЄС-НАТО на рівні міністрів закордонних справ і послів (Брюссель)[3].
- листопад 2005 — створена постійна група зв'язку взаємодії НАТО[3].
- квітень 2006 — неофіційна зустріч ЄС-НАТО на рівні міністрів закордонних справ і послів (Софія)[3].
- січень 2007 — неофіційна зустріч ЄС-НАТО на рівні міністрів закордонних справ і послів (Брюссель)[3].
- квітень 2007 — неофіційна зустріч ЄС-НАТО на рівні міністрів закордонних справ і послів (Осло)[3].
- вересень 2007 — неофіційна зустріч ЄС-НАТО на рівні міністрів закордонних справ і послів (Нью-Йорк)[3].
- грудень 2007 — неофіційна зустріч ЄС-НАТО на рівні міністрів закордонних справ і послів (Брюссель)[3].
- вересень 2008 — неофіційна зустріч ЄС-НАТО на рівні міністрів закордонних справ і послів (Нью-Йорк)[3].
- грудень 2008 — неофіційна зустріч ЄС-НАТО на рівні міністрів закордонних справ і послів (Брюссель)[3].
- січень 2009 — затверджено план спільних навчань НАТО-ЄС з врегулювання кризових ситуацій[3].
- березень 2009 — неофіційна зустріч ЄС-НАТО на рівні міністрів закордонних справ і послів (Брюссель)[3].
- березень 2014 — неофіційна зустріч ЄС-НАТО на рівні міністрів закордонних справ і послів (Брюссель)[4].

## Декларація ЄБПО
16 грудня 2002 року між НАТО і ЄС було підписано Декларацію про Європейську безпеку та політику оборони, в якій були викладені політичні принципи співпраці та задекларовано гарантований доступ ЄС до механізмів планування, сил та засобів НАТО з метою доповнення комплексу інструментів, що існують у ЄС для врегулювання кризових ситуацій та запобігання конфліктів, у тому числі й військові операції, у виконанні яких НАТО не бере участь як організація. Обидві організації визнали необхідність створення систем забезпечення комплексної розробки вимог щодо розвитку обороноспроможності, які є спільними для обох організацій. Крім того, обидві організації гарантували рівноправність і дотримання принципу нейтральності в прийняті рішень, дотримання положень статутів, в тому числі й міжнародного Статуту ООН, повагу до інтересів країн-членів як НАТО, так і ЄС.

## Домовленості Берлін-плюс
Процес розроблення постійних механізмів дійшов логічного завершення 17 березня 2003 року й став відомий як пакет угод «Берлін плюс» (англ. Berlin Plus Agreement). Механізм угоди складався з наступних елементів:
- гарантований доступ ЄС до сил оперативного планування НАТО[2];
- забезпечення наявності попередньо визначених засобів НАТО і спільних ресурсів для використання в операціях під проводом ЄС[2];
- можливість застосування механізмів Командування НАТО в Європі під час операцій під проводом ЄС[2];
- подальша адаптація системи оборонного планування НАТО з метою більш комплексного врахування наявності ресурсів для проведення операцій під керівництвом ЄС[2];
- угода між НАТО і ЄС щодо обміну секретною інформацією на основі правил взаємної охорони таємниці[2];
- процедури надання, моніторингу, повернення і відкликання ресурсів і засобів НАТО[2];
- домовленості щодо консультацій між НАТО і ЄС у контексті операцій ЄС з врегулювання кризових ситуацій, в яких застосовуються ресурси і засоби НАТО[2].

## Співробітництво ЄС і НАТО

Голова ЄС Герман Ван Ромпей і Генеральний секретар НАТО Андерс Фог Расмуссен

На Празькому саміті 2002 року глави держав та голови урядів НАТО ухвалили пакет комплексних заходів, спрямованих на посилення готовності й спроможності Альянсу виконувати весь спектр завдань, необхідних для забезпечення безпеки країн-учасниць Альянсу й безпеки і стабільності у світі в цілому. Одним із напрямів стало створення сил, здатних до оперативного розгортання у будь-якому місці, де може виникнути така необхідність, підвищення передбачуваності ситуації через зміцнення політичної стабільності та прозорості у кризових регіонах. Трохи пізніше у 2004 році у рамках реалізації Європейської політики безпеки та оборони Європейський Союз розпочав формування бойових груп як основи Європейських сил швидкого реагування. Усвідомлюючи, що між силами реагування НАТО та бойовими групами ЄС може відбутися дублювання, НАТО та ЄС запровадили систему інтенсифікованого процесу, який був спрямований на взаємодоповнення й уникнення дублювання, а також на співпрацю між двома організаціями щодо забезпечення військових необхідними матеріально-технічними засобами на основі ефективного співвідношення. Як наслідок, була узгоджена нова концепція стратегічного партнерства та спільна політика безпеки й оборони.
Вагомим внеском у розвиток стратегічного партнерства НАТО та ЄС стали угоди щодо співробітництва в оборонній сфері з метою посилення спроможності обох організацій забезпечувати операції та місії необхідними ресурсами та засобами. Мета ініціативи «Smart Defence» НАТО та ініціативи ЄС із поєднання і обміну технологіями повинні — доповнення й підсилення одна одну заради забезпечення збройних сил потенціалом в найефективніший спосіб.

### Членство

Емблема бельгійських збройних сил, в яких дванадцять зірок та компаса Роуз відображають членство в ЄС та НАТО Бельгії

З 27 країн -членів ЄС, 21, також є членами НАТО. Австрія, Фінляндія, Ірландія, Мальта та Швеція займали позиції нейтралітету під час холодної війни, яку вони підтримували після закінчення холодної війни, і всі зараз є членами партнерства НАТО за мир. Кіпр - єдина держава-член ЄС, яка не є не повним членом НАТО, ні бере участь у Партнерстві за мир. Будь-який договір, що стосується участі Кіпру в НАТО, швидше за все, буде заблокований Туреччиною через суперечку з Кіпром.
Російське вторгнення в Україну в 2022 році під час російсько-української війни відновило дебати в кількох країнах; уряди Швеції та Фінляндії подали заявки для вступу до НАТО в травні 2022 року.
Ще чотири члени НАТО - заявники ЄС - Албанія, Чорногорія, Північна Македонія та Туреччина. Двоє інших - Ісландія та Норвегія - вирішили залишитися поза ЄС, проте беруть участь у єдиному ринку ЄС. Деякі країни-члени ЄС традиційно нейтральні до оборонних питань. Кілька держав-членів ЄС раніше були членами Варшавського пакту. Данія має відмову від CSDP.

## Операції та місії

### Північна Македонія
31 березня 2003 року під егідою ЄС розпочалася операція «Конкордія». У розпорядженні ЄС був гарантований доступ до механізмів швидкого реагування НАТО, а завдання операції були аналогічними попередній місії під проводом НАТО «Еллайд хармоні». Операція офіційно була завершена у грудні 2003 року і стала першою операцією, що виконувалася на основі попередніх домовленостей «Берлін-плюс».

### Боснія і Герцеговина
Після успішного завершення операції «Конкордія» Євросоюз 2 грудня 2004 року приступив до нової місії, яка одержала назву операція «Алтея». Бойові групи країн-членів ЄС використовували досвід сил реагування НАТО, а сам ЄС мав гарантований доступ до механізмів оперативного планування НАТО. Штаб місії був розташований при штабі Стратегічного командування ОЗС НАТО в Європі, а командувачем був заступник верховного головнокомандувача ОЗС НАТО.

### Косово
З 1999 року НАТО керує миротворчим контингентом у Косово (KFOR). Протягом декількох років Євросоюз направляв цивільні сили і засоби для участі в місії ООН. У грудні 2008 року Євросоюзом розпочато найбільшу цивільну місію, яка здійснювалася у рамках Європейської політики безпеки і оборони. Головна мета її — надання допомоги і підтримка влади Косово у сфері верховенства права.

### Афганістан
У червні 2007 року Євросоюз у рамках Європейської політики безпеки і оборони направив до Афганістану місію у сприянні верховенства права, а також ініціював програму реформування органів правосуддя Республіки Афганістан. Спільно з країна-учасницями Північноатлантичного альянсу ЄС фінансував громадські проекти відбудови провінцій, у яких, внаслідок бойових дій, була повністю знищена інфраструктура.

### Сомалі
Починаючи з вересня 2008 року НАТО і ЄС спільно виконують операції, що спрямовані на боротьбу з піратством. Кораблі НАТО і ЄС, а також миротворчі сили ООН, постійно патрулюють узбережжя Сомалі.